# Élections législatives de 2016 à Saint-Martin
Des élections législatives se déroulent de manière anticipée le 26 septembre 2016 à Saint-Martin afin de renouveler les 15 membres du Parlement de cette île néerlandaise des Caraïbes à la suite de la chute de son gouvernement. En résulte une coalition entre l'Alliance nationale, le Parti uni de Saint-Martin et le Parti démocratique. William Marlin remplace Marcel Gumbs au poste de Premier ministre de Saint-Martin.

## Contexte
Le 30 septembre 2015, le gouvernement du Premier ministre Marcel Gumbs fait l'objet d'une motion de censure par 8 voix contre 7 après la défection de trois membres de sa coalition .

## Système politique et électoral
L'île de Saint-Martin est une île néerlandaise des caraïbes organisée sous la forme d'une monarchie parlementaire. L'île forme un État du Royaume des Pays-Bas à part entière depuis la dissolution des Antilles néerlandaises en 2010. Le roi Guillaume-Alexandre en est nominalement le chef de l'État et y est représenté par un gouverneur.
Le parlement est monocaméral. Son unique chambre, appelée États de Saint-Martin, est composée de 15 députés élus pour 4 ans selon un mode de scrutin proportionnel plurinominal dans une unique circonscription. Les États de Saint-Martin nomment le Premier ministre qui forme son gouvernement. Ce même Premier ministre propose au souverain un gouverneur de Saint-Martin, représentant de la couronne nommé pour un mandat de six ans renouvelable une fois.
Peuvent participer au scrutin les partis représentés au parlement ou ayant recueilli les signatures d'au moins 1 % du nombre de votes valides aux élections précédentes, soit ici 145 voix.

## Résultats
|                        |                                       |        |       |        |               |  |  |  |  |
| Partis                 | Partis                                | Voix   | %     | Sièges | +/-           |  |  |  |  |
|                        | Parti populaire uni (PPU)             | 4 130  | 29,06 | 5      | 2             |  |  |  |  |
|                        | Alliance nationale (NA)               | 3 778  | 26,59 | 5      | 1             |  |  |  |  |
|                        | Parti uni de Saint-Martin (USP)       | 2 784  | 19,59 | 3      | 1             |  |  |  |  |
|                        | Parti démocratique (DP)               | 1 813  | 12,76 | 2      | en stagnation |  |  |  |  |
|                        | Parti chrétien (CP)                   | 848    | 5,97  | 0      | Nv            |  |  |  |  |
|                        | Mouvement pour le développement (SDM) | 346    | 2,43  | 0      | Nv            |  |  |  |  |
|                        | Alliance populaire progressive (PPA)  | 234    | 1,65  | 0      | en stagnation |  |  |  |  |
|                        | Parti du peuple uni de St Martin      | 203    | 1,43  | 0      | en stagnation |  |  |  |  |
|                        | Aider notre peuple à exceller         | 75     | 0,53  | 0      | Nv            |  |  |  |  |
|                        |                                       |        |       |        |               |  |  |  |  |
| Suffrages exprimés     | Suffrages exprimés                    | 14 211 | 99,40 |        |               |  |  |  |  |
| Votes blancs et nuls   | Votes blancs et nuls                  | 385    | 0,60  |        |               |  |  |  |  |
| Total                  | Total                                 | 14 596 | 100   | 15     | en stagnation |  |  |  |  |
| Abstention             | Abstention                            | 7 706  | 34,55 |        |               |  |  |  |  |
| Inscrits/Participation | Inscrits/Participation                | 22 302 | 65,45 |        |               |  |  |  |  |